# 混合政体
混合政体学说（Mixed Government）始見於柏拉图的《理想国》〈法律篇〉。柏拉图将政体分为两大类，一种是君主制和貴族制，一种是民主制還有共和制。大多数国家都是这两种政体的不同程度的结合:22，是為混合政体。
柏拉图认为混合政体综合了君主政体和貴族政體的智慧和德性，以及民主政体還有共和政體的自由，是最好、最稳定的政体。这个理论被认为是近代分权式政府的理论先驱。
亚里士多德也在《政治學》裡也将政体分为寡头制、民主制、混合政体、僭主政體（專政）四种。
在中文裡，混合政體或混合政府多指Mixed government，而混合體制和混合政權則多指Hybrid regime。

## 近代
约翰·洛克认为政体应该取决于立法权的归属，因此他将政体分为由社会大多数人掌握立法权并通过委任官员执行法律的纯粹的民主政体；立法权归属于少数选举产生的人或他们的继承人的寡头政体；立法权归于一人的君主政体（还可以分为世襲君主制和選舉君主制）；立法权由多数人交给少数人或一人行使，然后收回立法权重新交给所选出的人称之为混合政体。

## 伸延閱讀
- 宪政主义
- 三权分立
- 理想国

## 注譯
1. ↑  孙关宏等. . 上海: 复旦大学出版社. 2003年: 28. ISBN 7309036611.

## 外部連結
- Polybius and the Founding Fathers: the separation of powers （页面存档备份，存于）
- De Republica Anglorum （页面存档备份，存于）, Sir Thomas Smyth's description of the English Constitution under Queen Elizabeth I